# The southern lights
“Las luces del sur (en inglés, The southern lights)” es el segundo episodio de la segunda temporada de la serie de televisión animada La leyenda de Korra. El episodio se estrenó el 13 de septiembre de 2013 en el canal de Nickelodeon en los Estados Unidos, inmediatamente después del primer episodio, Espíritu rebelde.

## Argumento
Unalaq, el nuevo maestro de Korra, se dirige junto al Avatar, sus amigos y sus hijos para una expedición al Polo Sur, donde quiere que Korra abra un portal en el mundo de los espíritus. Él explica que el distanciamiento del Sur del mundo espiritual ha hecho que los espíritus se hayan enfurecido y hayan generado una «Everstorm» (tormenta eterna) alrededor del polo, en vez de bailar como luces en el cielo, como en el Norte.
A pesar de su aparente aversión hacia su hermano Unalaq, el padre de Korra, Tonraq, insiste en acompañar al equipo. Unalaq obligó a Tonraq a revelar a Korra que fue desterrado del norte por causar un alboroto que ocasionó la rebeldía de los espíritus al destruir un bosque en búsqueda de bandidos. Una Korra enojada ordenó a su padre irse.
Mientras tanto, Tenzin y su familia llegan el templo del aire, donde están siendo adulados por los acólitos del aire. Jinora y Tenzin se dirigen a las estatuas de los avatares anteriores, particularmente el de Aang y un Avatar antiguo que Jinora no reconoce. Después, El Avatar Korra se dispone abrir el portal de los espíritus a pesar de la invasión por las espirituosas oscuras, de tal modo reencendiendo las luces meridionales. Sobre la vuelta al festival, el partido es testigo a una invasión de las tropas septentrionales de la tribu del agua del Norte. Su propósito está, según Unalaq, de ayudar al sur “para volver en su trayectoria honrada” y para unir las dos tribus.

## Índices de audiencia
La primera emisión de "Espíritu Rebelde" y "Las Luces del Sur" en Nickelodeon EE. UU. fue visto por 2,6 millones de espectadores.

## Recepción
Max Nicholson de IGN elogió el episodio por sus escenas de lucha, su worldbuilding y la introducción del arco de la historia de Jinora, aunque toma nota de que el episodio se cargó con mucha exposición. 
En TV.com, Noel Kirkpatrick escribió comentarios favorables a La leyenda de Korra calificándolo como: uno de los mejores programas de la televisión manejado la cantidad necesaria de la exposición, y en su introducción del tema del conflicto entre el espiritualismo y el secularismo. Un escrito de Vulture, Matt Parches destacaron la suelta, la cinematografía de estilo portátil - un reto para una serie de animación.